# Peñas Gordas
Peñas Gordas es una montaña situada en el municipio de Campoo de Yuso, en Cantabria (España). Pertenece a la sierra del Escudo y al monte de Corconte. En parte destacada del mismo hay un vértice geodésico, que marca una altitud de 1211,20 m s. n. m. en la base del pilar. Desde Corconte hasta las casas del Canturaco hay una pista apta para la circulación de vehículos todo terreno durante dos kilómetros. A partir de ahí, ha de seguirse a pie durante una media hora.